# Ma'an, Guangdong
Ma'an (kinesiska: 马安) är en köping i sydöstra Kina. Den ligger i stadsdistriktet Huicheng i staden Huizhou i provinsen Guangdong, omkring 130 kilometer öster om provinshuvudstaden Guangzhou. Antalet invånare är 55 414. Befolkningen består av 24 709 kvinnor och 30 705 män. Barn under 15 år utgör 11,0 %, vuxna 15-64 år 82 %, och äldre över 65 år 5,0 %.